# 스페인 정원의 밤
《스페인 정원의 밤 G.49》(스페인어: Noches en los jardines de España)은 마누엘 데 파야가 1909년부터 1916년 사이에 작곡한 피아노와 관현악을 위한 작품이다.

## 구성
총 3악장으로 되어 있다.
- 1악장: 헤네랄리페에서(En el Generalife)
- 2악장: 먼 옛날의 춤곡(Danza lejana)
- 3악장: 코르도바의 시에라 정원에서(En los jardines de la Sierra de Córdoba)

## 악기 편성
- 독주 피아노
- 관현악
  - 목관악기: 피콜로, 플루트2, 오보에2, 잉글리시 호른, 클라리넷2, 바순2
  - 금관악기: 호른4, 트럼펫2, 트롬본3, 튜바
  - 타악기: 팀파니, 트라이앵글, 심벌즈
  - 건반악기: 첼레스타
  - 현악기: 하프, 현악 5부